# Barry Coward
Barry Coward (* 22. Februar 1941 in Rochdale, Lancashire; † 17. März 2011) war ein britischer Historiker. Sein Forschungsschwerpunkt lag auf dem England des 17. Jahrhunderts.

## Leben
Coward wuchs in Rochdale auf, wo er die örtliche Grammar School besuchte. Später studierte er an der University of Sheffield, wo er seine zukünftige Ehefrau kennenlernte und bei Robin Jeffs promovierte. Anschließend wurde er 1966 Lecturer am History Department des Birkbeck College der Universität London. Coward verbrachte hier seine weitere akademische Karriere und war zuletzt Professor. 2006 erfolgte seine Emeritierung.
Von 1999 bis 2009 war er Präsident der Cromwell Association. Des Weiteren war er von 2005 bis 2008 Präsident der Historical Association.
Coward war seit 1967 verheiratet. Aus der Ehe gingen zwei Söhne und eine Tochter hervor. Er starb im März 2011 an einer Krebserkrankung.

## Veröffentlichungen (Auswahl)
- The Stuart Age. A History of England. 1603–1714 Longman, London 1980, ISBN 0-582-48279-8.
- The Stanleys. Lords Stanley and Earls of Derby, 1385–1672. The Origins, Wealth and Power of a landowning Family (= Remains, Historical and Literary, Connected with the Palatine Counties of Lancaster and Chester. Serie 3, Band 30, ZDB-ID 741278-2). Chetham Society, Manchester 1983.
- Social Change and Continuity in Early Modern England. 1550–1750. Longman, London u. a. 1988, ISBN 0-582-35453-6.
- Oliver Cromwell. Longman, London u. a. 1991, ISBN 0-582-08725-2.
- The Cromwellian Protectorate Manchester University Press, Manchester u. a. 2002, ISBN 0-7190-4317-4.
- als Herausgeber: A Companion to Stuart Britain. Blackwell, London 2003, ISBN 0-631-21874-2.
- als Herausgeber mit Peter Gaunt: 1603–1660 (= David C. Douglas (Hrsg.): English Historical Documents. Band 5(B)). Routledge, London u. a. 2010, ISBN 978-0-415-19909-4.